# 수덕정
수덕정은 전북특별자치도 익산시 여산면 태성리에 있다. 2002년 5월 30일 익산시의 향토유적 제5호로 지정되었다.

## 개요
화산 서쪽산 중턱에 터를 고르고, 현천저수지를 바라보며 남서향하여 세워졌다. 초석은 대리석을 정교하게 치석한 장초석을 사용하였고 그 위에 두리기둥을 세웠다. 지붕은 홑처마 팔작지붕으로 함석차양을 덧달았다, 비교적 전통기법을 유지하면서 당시 건축적 특징을 잘 보여주고 있다.